# You Only Live Twice (album)
 (juin 2011).
Si vous disposez d'ouvrages ou d'articles de référence ou si vous connaissez des sites web de qualité traitant du thème abordé ici, merci de compléter l'article en donnant les références utiles à sa vérifiabilité et en les liant à la section « Notes et références ».
Albums de Pain
Cynic Paradise
(2008) Coming Home
(2016)
You Only Live Twice est le septième album produit par le groupe de metal industriel suédois Pain, sorti le 3 juin 2011 en Europe sur le label Nuclear Blast Records.

## Liste des titres
| 1. | Let Me Out           | 4:35 |
| 2. | Feed The Demons      | 3:54 |
| 3. | The Great Pretender  | 4:05 |
| 4. | You Only Live Twice  | 4:04 |
| 5. | Dirty Woman          | 4:18 |
| 6. | We Want More         | 4:46 |
| 7. | Leave Me Alone       | 4:10 |
| 8. | Monster              | 4:06 |
| 9. | Season Of The Reaper | 6:38 |

| 1. | Crawling Thru Bitterness (unreleased bonus track) | 3:58 |
| 2. | The Great Pretender (Millboy & Peka P Remix)      | 3:50 |
| 3. | Dirty Woman (MC Raaka Pee Remix)                  | 3:44 |
| 4. | You Only Live Twice (Rectifier Remix)             | 2:52 |
| 5. | Leave Me Alone (Rectifier Remix)                  | 3:34 |
| 6. | Eleanor Rigby (Live at Sundown Festival 2008)     | 4:25 |
| 7. | Follow Me (Live in Brussels 2009)                 | 4:45 |
| 8. | I Don’t Care (Live at Raismes Festival 2009)      | 2:53 |
| 9. | Bitch (Live at Raismes Festival 2009)             | 4:40 |